# Ministerie van Openbare Werken en Ruimtelijke Ordening
Het ministerie van Openbare Werken en Ruimtelijke Ordening is een ministerie in Suriname. Van 2020 tot 2025 was het ministerie van Openbare Werken een zelfstandig ministerie – en van 2017 tot 2020 een onderdeel het [[ministerie van Openbare Werken, Transport en Communicatie – naast het eveneens zelfstandige het ministerie van Ruimtelijke Ordening en Milieu.
Voor de ingang van Openbare Werken staat sinds 20 december 2024 het lettermonument I love OW.

## Geschiedenis
Het ministerie voor Openbare Werken kent een historie die begon op 1 januari 1856, toen het Bouwdepartement werd opgericht door de fusie van de civiele en militaire bouwdepartementen. Vijf dagen eerder, op 27 december, werd hiertoe besloten door gouverneur Charles Pierre Schimpf in een gouvernementsresolutie, nummer 1597. De naam van het Bouwdepartement werd daarna meermaals gewijzigd tot het de huidige naam verkreeg.
Tot het pand in 1974 werd verwoest door brand, was het gevestigd aan de Kleine Waterstraat. Vervolgens werd het ministerie ondergebracht in een pand op de hoek van de Waterkant en de Mr. Dr. J.C. de Mirandastraat. In 1982 volgde de verhuizing naar het gebouw aan de Jaggernath Lachmonstraat 167 in het ressort Tammenga.
Tijdens de reshuffling van 2017 werd het ministerie van Transport, Communicatie en Toerisme opgeknipt en kreeg het ministerie van Openbare Werken er de onderdelen Transport en Communicatie bij. Toerisme werd onderdeel van het ministerie van Handel, Industrie en Toerisme.
Een onderdeel van het ministerie is de Wegenautoriteit.